# Tetrablemma magister
Espèce
Tetrablemma magister est une espèce d'araignées aranéomorphes de la famille des Tetrablemmidae.

## Distribution
Cette espèce est endémique du Queensland en Australie.

## Publication originale
- Burger, 2008 : Two new species of armoured spiders from Malaysia and Australia (Arachnida: Araneae: Tetrablemmidae). Bulletin of the British Arachnological Society, vol. 14, no 6, p. 253-261.